# Man of the World 2017
Man of the World 2017 là cuộc thi Man of the World lần thứ 1 được tổ chức tại One Esplanade, Pasay, Metro Manila, Philippines, vào ngày 28 tháng 7 năm 2017. Mostafa Galal Mohammed Elezali đến từ Ai Cập đăng quang ngôi vị Man of the World.

## Kết quả

### Thứ hạng
| Hạng                  | Thí sinh |
| --------------------- | --- |
| Man of the World 2017 | - Ai Cập – Mostafa Galal Mohammed Elezali |
| Á quân 1              | - Việt Nam – Nguyễn Hữu Long |
| Á quân 2              | - Palestine – Abou Sahyoun Wassim |
| Top 5                 | - Guam – Jake Edward Limtiaco - Moldova – Victor Suiu |
| Top 10                | - Colombia – Christian Hernández Ruiz - Philippines – Christopher Dulagan § - Puerto Rico – Enrique Antonio Santana Perez - Tây Ban Nha – Marc Tarrés - Úc – James Carne |
| Top 18                | - Anh – Habib Mohamed Ali § - Cabo Verde – Daniel Jose Da Luz Da Graca § - Hàn Quốc – Jung Goo Young - Singapore – Ikhwan Risyadh Nasuha Bin - Sri Lanka – Damith Chandima Bandara Wijayatunga - Syria – Abdullah Srayddin - Thái Lan – Mooltribut Phiratthaphong - Zambia – John Mwila |

§ Vì chiến thắng giải thưởng đặc biệt nên được lọt thẳng top 18.

### Sự kiện fast track
| Giải thưởng                | Thí sinh                                   |
| -------------------------- | ------------------------------------------ |
| Best in Talent             | - Anh – Habib Mohamed Ali                  |
| Best in Introduction Video | - Cape Verde – Daniel Jose Da Luz Da Graca |
| People's Choice            | - Philippines – Christopher Dulagan        |

### Giải thưởng đặc biệt
| Giải thưởng                      | Thí sinh                                               |
| -------------------------------- | ------------------------------------------------------ |
| Best in Advocacy                 | - Thái Lan – Mooltribut Phiratthaphong                 |
| Mr. Photogenic                   | - Ai Cập – Mostafa Galal Mohammed Elezali              |
| Mr. Friendship                   | - Palestine – Abou Sahyoun Wassim                      |
| Charity and Public Service Award | - Nepal – Shree Ram Chand                              |
| Best in Fashion of the World     | - Trung Quốc – Junjie Huang - Gibraltar – Felix Bothen |
| Trendsetter Award                | - Algeria – Ahmed Merdoukh Fahd Mike                   |
| Mr. Personality                  | - Afghanistan – Ali Mansour Nawruzi                    |
| Best in National Costume         | - Nhật Bản – Tatsuya Furuyama                          |
| Best in Formal Wear              | - Việt Nam – Nguyễn Hữu Long                           |
| Missosology People's Choice      | - Việt Nam – Nguyễn Hữu Long                           |
| Best in Swimwear                 | - Moldova – Victor Şuiu                                |
| Man of Icon Hotel                | - Palestine – Abou Sahyoun Wassim                      |
| Mr. I-Maker                      | - Tây Ban Nha – Marc Tarrés                            |
| Mr. Play Do                      | - Tây Ban Nha – Marc Tarrés                            |

## Các thí sinh
28 thí sinh dự thi.
| Quốc gia/Lãnh thổ | Thí sinh                            |
| ----------------- | ----------------------------------- |
| Afghanistan       | Ali Mansour Nawruzi                 |
| Ai Cập            | Mostafa Galal Mohammed Elezali      |
| Algérie           | Ahmed-Merdoukh Fahd Mike            |
| Anh               | Habib Mohamed Ali                   |
| Cabo Verde        | Daniel Jose Da Luz Da Graca         |
| Colombia          | Christian Hernández                 |
| Estonia           | Kaido Matson                        |
| Gibraltar         | Felix Bothén                        |
| Guam              | Jake Edward Limtiaco                |
| Hàn Quốc          | Jung Goo Young                      |
| Indonesia         | Ifnu Viqri Al Karani                |
| Malta             | Iven Mercieca                       |
| Moldova           | Victor Şuiu                         |
| Myanmar           | Aung Ko Ko                          |
| Nepal             | Shree Ram Chand                     |
| Nhật Bản          | Tatsuya Furuyama                    |
| Palestine         | Abou Sahyoun Wassim                 |
| Philippines       | Christopher Dulagan                 |
| Puerto Rico       | Enrique Antonio Santana Pérez       |
| Singapore         | Ikhwan Risydah Nasuha Bin Sapi'ee   |
| Sri Lanka         | Damith Chandima Bandara Wijayatunga |
| Syria             | Abdullah Srayddin                   |
| Tây Ban Nha       | Marc Tarrés                         |
| Thái Lan          | Mooltribut Phiratthaphong           |
| Trung Quốc        | Junjie Huang                        |
| Úc                | James Carne                         |
| Việt Nam          | Nguyễn Hữu Long                     |
| Zambia            | John Mwila                          |